# Vovkovatîțea, Brodî
Vovkovatîțea (în ucraineană Вовковатиця) este un sat în comuna Rajniv din raionul Brodî, regiunea Liov, Ucraina.

## Demografie
Componența lingvistică a localității Vovkovatîțea
     Ucraineană (100%)
Conform recensământului din 2001, toată populația localității Vovkovatîțea era vorbitoare de ucraineană (100%).